# Copa da Escócia de 1985–86
A Copa da Escócia de 1985-86 foi a 101º edição do torneio mais antigo do futebol da Escócia. O campeão foi o Aberdeen F.C., que conquistou seu 6º título na história da competição ao vencer a final contra o Heart of Midlothian F.C, pelo placar de 3 a 0.

## Premiação
| Copa da Escócia de 1985-86        |
| Escócia                           |
| --------------------------------- |
| Aberdeen F.C. Campeão (6º título) |